# Andrea Adamo
Andrea Adamo (Cuneo, 25 maggio 1971) è un dirigente sportivo e ingegnere italiano.

## Carriera
Tra il 1995 e il 2008 lavora come tecnico dell'aerodinamica, ingegnere di gara, head designer e direttore tecnico nei campionati DTM e Superturismo con N.Technology. Dal 2009 al 2011 è alla Lola dove progetta alcune vetture per la categoria Le Mans Prototype; inoltre si dedica alla realizzazione di una Porsche Panamera per la Superstars Series.
Nel 2012 diviene ingegnere capo alla JAS Motorsport per il World Touring Car Championship. Nel 2015 transita per un breve periodo in FCA Italy, dove prende parte alla progettazione del modello di serie Alfa Romeo Giulia.
Sempre nel 2015 entra in Hyundai Motorsport come responsabile dei programmi sportivi per i team clienti. Nel gennaio 2019 viene promosso a team principal della scuderia ufficiale Hyundai nel campionato del mondo rally, prendendo il posto di Michel Nandan: sotto la sua guida, la squadra vince nella stagione 2019 il titolo costruttori, il primo nella storia della casa sudcoreana, ripetendosi l'anno successivo. Si dimette dai suoi incarichi in Hyundai nel dicembre 2021.